# 칼비스
칼비스는 발트 신화와 리투아니아 신화의 대장장이 신이다.
그는 아우슈리네가 태양과 결혼할 수 있도록 매일 태양을 만들고 반지를 만드는 신성한 대장장이다. 그는 매일 아침 아우슈리네를 위해 새로운 태양을 창조하며, 디에보 수넬리아이를 위해 은빛 띠와 황금 등자를 만들기도 한다. 칼비스는 15세기까지 리투아니아인들의 믿었다.
마히라 김부타스는 이 신이 헤파이스토스, 볼룬드, 일마리넨과 비슷하다고 언급한다.